# Il gatto e il topo (romanzo)
Il gatto e il topo (titolo originale: Cat and Mouse) è un romanzo dell'autrice Christianna Brand composto da 15 capitoli.

## Trama
Miss La-Vostra-Amica e Miss Facciamoci-Belle sono due donne titolari di altrettante rubriche della rivista femminile "Ragazze Insieme". Il vero nome di Miss La-Vostra-Amica è Catherine Jones anche se tutti la conoscono per Katinka Jones ed è una zitella di poco meno di trenta anni.
Amista è una delle tante lettrici della rivista "Ragazze Insieme" e ha scritto diverse volte a Miss Facciamoci-Belle. Nella sua prima lettera chiedeva un consiglio per poter sbiancare le proprie mani scottate dal sole poi, con il passare del tempo e delle lettere, ha incominciato a chiedere consigli sentimentali e a confidarsi. In quelle lettere Amista confida tanti piccoli particolari di lei, del suo amore di nome Carlyon, e della casa e della campagna dove vivono insieme.
Amista, con le sue lettere, ha risvegliato in Katinka Jones la voglia di rivedere quella parte del Galles, visto che lei è nativa di quella zona. Una volta arrivata non sa cosa fare, si annoia, e allora prende la decisione di andare a trovare Amista a casa sua. Nel viaggio, Katinka ritrova tantissimi particolare che Amista ha descritto nelle varie lettere ma, una volta arrivata alla casa di Carlyon fa una scoperta inquietante, nessuno la conosce. Carlyon gli dice che lui vive, in quella grande casa, da solo con i due domestici.
Sconcertata, Katinka, fa per tornare indietro, ma incespica sul terreno irregolare e si fa male alla caviglia destra. Carlyon, permette a Katinka di dormire a casa sua visto che Katinka è, nell'impossibilità di camminare e tornare al suo albergo. Il romanzo continua con Katinka che non si dà per vinta e si mette ad indagare su questo strano mistero della scomparsa di Amista.

## Personaggi
- Miss La-Vostra-Amica: titolare di una rubrica sentimentale
- Miss Facciamoci-Belle: titolare di una rubrica di bellezza
- Amista: lettrice della rivista femminile "Ragazze Insieme"
- Carlyon: proprietario di una casa di campagna nel Galles
- Signora Love: domestica di Carlyon
- Dai Jones Menaguai: domestico di Carlyon
- Signor Chucky: uomo misterioso

## Edizioni
- Il gatto e il topo, trad. Natalia Callori, Novara, Mondadori-De Agostini, 1991; Collana I bassotti, Milano, Polillo, 2010, ISBN 978-88-815-4348-9.
- Il gatto e il topo, in Omicidi al sole, collana Gli speciali del Giallo Mondadori, Milano, Arnoldo Mondadori Editore, 2000.